# Holothuria minax
Holothuria minax is een zeekomkommer uit de familie Holothuriidae.
De wetenschappelijke naam van de soort werd in 1886 gepubliceerd door Johan Hjalmar Théel.